# Dodge (Nebraska)
Dodge ist eine Ortschaft im Dodge County im Bundesstaat Nebraska der Vereinigten Staaten.

## Geografie
Dodge liegt im Osten Nebraskas, etwa 40 Kilometer nordwestlich von Fremont, dem County Seat des Dodge County. Die Nebraska State Route 91 verläuft einen halben Kilometer südlich der Stadt.

## Geschichte
Die Gerüchte, dass die Fremont, Elkhorn & Missouri Valley Railroad eine Eisenbahnlinie durch das Gebiet des heutigen Dodge bauen sollte, brachte einige deutsche, böhmische und polnische Immigranten dazu, in die Region zu kommen. Es gab hier schon seit 1872 eine Poststelle, die dann, als die Eisenbahn tatsächlich das Gebiet erreichte, rund zwei Kilometer nach Süden, an die Stelle des heutigen Ortes, versetzt wurde. Da die Post seit 1880 schon den Namen Dodge getragen hatte, wurde dieser auch 1886 bei der Gründung des Ortes übernommen. Ein Jahr später hatte der Ort das erste Schulhaus. Am 17. September 1895 wurde der gesamte Geschäftsdistrikt, sowie ein Viertel der Wohnhäuser bei einem Brand zerstört. Die neuen Gebäude, von denen viele heute noch stehen, wurden im Gegensatz zu den vorangegangenen Holzbauten aus Backstein gebaut.

### Demografische Daten
Laut United States Census 2000 hat Dodge 700 Einwohner, davon 325 Männer und 375 Frauen.

## Persönlichkeiten
- Dodge ist die Geburtsstadt des US-amerikanischen Profiringers Joe Stecher (1893–1974).